# Кантария, Ольга Герасимовна
Ольга Герасимовна Кантария (1910 год, Зугдидский уезд, Кутаисская губерния, Российская империя — неизвестно, Хобский район, Грузинская ССР) — звеньевая колхоза имени Ворошилова Хобского района, Грузинская ССР. Герой Социалистического Труда (1949).

## Биография
Родилась в 1910 году в крестьянской семье в одном из сельских населённых пунктов Зугдидского уезда. Окончила местную начальную школу. Трудилась в сельском хозяйстве. После коллективизации вступила в колхоз имени Ворошилова Хобского района. Трудилась рядовой колхозницей. В послевоенное время возглавляла полеводческое звено в этом же колхозе.
В 1948 году звено под её руководством собрало в среднем с каждого гектара по 89 центнеров кукурузы на участке площадью 10 гектаров. Указом Президиума Верховного Совета СССР от 5 августа 1949 года удостоена звания Героя Социалистического Труда за «получение высоких урожаев кукурузы и табака в 1948 году» с вручением ордена Ленина и золотой медали «Серп и Молот» (№ 4213).
Этим же Указом званием Героя Социалистического труда были награждены хозяйственные и партийные работники Хобского района первый секретарь Хобского райкома партии Михаил Алексеевич Сиордия, председатель Хобского райисполкома Валериан Григорьевич Латария, заведующий районным отделом сельского хозяйства Прокофий Давидович Чачибая и главный районный агроном Евсевий Александрович Иосава (в отношении всех этих лиц в 1952 году было отменено решение о награждении званием Героя Социалистического Труда).
Проживала в Хобском районе. Дата её смерти не установлена.